# نیتروژن تری‌برمید
نیتروژن تری‌برمید (به انگلیسی: Nitrogen tribromide) یک ترکیب شیمیایی با شناسه پاب‌کم ۳۰۸۲۰۸۴ است. شکل ظاهری این ترکیب، جامد ناپایدار است.